# Francisco Leitão Ferreira
Francisco Leitão Ferreira (Lisboa, 1667 — Lisboa, 1735), foi um poeta e historiador e presbítero secular português. 
Francisco Ferreira foi prior na Igreja do Loreto em Lisboa e fez parte da Academia Real de História Portuguesa.
Além de historiador da Universidade portuguesa, proferiu na chamada Academia dos Anónimos uma série de lições que acabariam por ser impressas sob a forma de tratado, com o título de Nova Arte de Conceitos.
Leitão Ferreira efetua nessa obra um resumo dos principais Tratados que circulavam na Europa da época, acerca da noção de engenho e de conceitos adjacentes à poesia nas artes da linguagem, além de tratar de várias virtudes retóricas do texto "bem escrito".
Muitas das suas obras e textos estão hoje disponíveis na Biblioteca Nacional do Brasil, no Rio de Janeiro.

## Obras
- Nova Arte de Conceitos (1718 - 1721)
- Catálogo Cronológico-Crítico dos bispos de Coimbra (1724)
- Notícias Cronológicas da Universidade de Coimbra (1729)